# Щось у повітрі
«Щось у повітрі» — фільм 2012 року.

## Зміст
Початок сімдесятих років двадцятого століття в Парижі. Серед молоді витають ідеї свободи, рівності, братерства. Молодь виходить на мітинги, натхненна ідеями соціалізму і комунізму. Влада жорстоко придушує всі прояви інакомислення. Молодий Жиль вступає в політичну гру за допомогою створення кіно. Крім боротьби за ідею в його житті є місце і для любовних переживань, які не менш важливі для кожної розвиненої особистості.